# Catedral de la Santa Cruz (Honiara)
La Catedral de la Santa Cruz o simplemente Catedral católica de Honiara (en inglés: Holy Cross Cathedral) es el nombre que recibe un edificio religioso afiliado a la Iglesia Católica que se encuentra en la ciudad de Honiara en la Isla de Guadalcanal capital de las Islas Salomón un país de Oceanía.

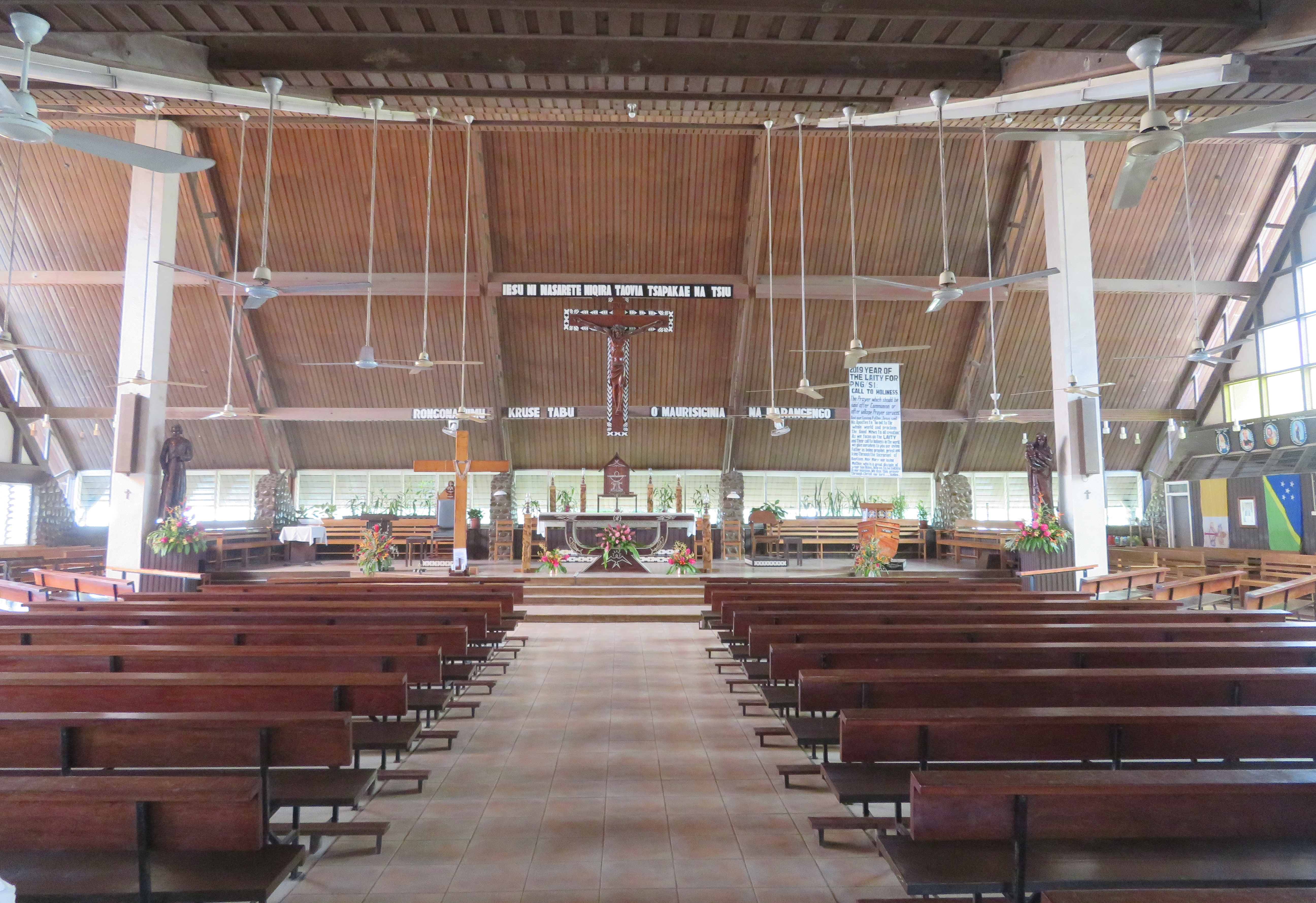
El interior

Su historia se remonta a 1957 cuando se construyó una iglesia que sería la primera procatedral o catedral temporal dedicada a la Santa Cruz en el lugar donde se cree que Álvaro de Mendaña un navegante español que llevó a cabo dos expediciones al Pacífico descubriendo las islas Salomón y las Islas Marquesas, colocó la primera cruz en 1565. En 1957 se bendijo y abrió el público la actual catedral. Un ladrillo de la primera misión católica en las Islas Salomón, construida en 1845 fue incorporada en la fachada. Hay varios elementos tallados como los que se ven en el altar y el atril en donde es posible ver la influencia de la cultura local en la iglesia.
El templo sigue el rito romano o latino y es la sede de la arquidiócesis de Honiara (Archidioecesis Honiaranus) que fue elevada a su actual estatus mediante la bula "Laetentur insulae multae" en 1978 por el entonces papa Juan Pablo II.
Esta bajo la responsabilidad pastoral del obispo Christopher Michael Cardone. 